# Dietmar Münch
Dietmar Münch (* 27. September 1954) ist ein ehemaliger deutscher Fußballspieler. In der Saison 1977/78 spielte er für die BSG Wismut Gera in der DDR-Oberliga, der höchsten Spielklasse im DDR-Fußball.

## Sportliche Laufbahn
Dietmar Münch war zunächst Nachwuchsspieler beim FC Carl Zeiss Jena, dem Fußball-Leistungszentrum im Bezirk Gera. Bevor er für den Männerbereich spielberechtigt wurde, trat er in der Juniorenoberliga an, in der er regelmäßig als Linksaußenstürmer eingesetzt wurde. Zur Saison 1973/74 wurde er für die 2. Mannschaft des FC Carl Zeiss nominiert, kam dort aber nicht zum Einsatz. Tatsächlich tauchte Münch im überregionalen Ligenbetrieb erst in der Spielzeit 1974/75 auf. Für die SG Dynamo Fürstenwalde, eine Außenstelle des Spitzenclubs der Polizei-Sportvereinigung Dynamo, bestritt er in der zweitklassigen DDR-Liga von 22 ausgetragenen Partien 18 Spiele, in denen er neben einigen Einsätzen im Mittelfeld hauptsächlich als linker Verteidiger eingesetzt wurde. Dabei schoss er zwei Tore. 
In den Spielzeiten 1975/76 und 1976/77 war Münch nicht im höherklassigen Fußball vertreten. Erst 1977/78 machte er mit sechs Spielen in der DDR-Oberliga wieder auf sich aufmerksam. Diese Spiele bestritt er für den Oberliga-Aufsteiger Wismut Gera, obwohl dieser ihn für die Saison nicht nominiert hatte. Nach ersten Einsätzen in der Nachwuchsoberliga kam Münch in der Begegnung des 8. Spieltages Wismut Gera – Dynamo Dresden (2:4) auf der linken Mittelfeldposition zu seinem ersten Oberligaspiel. Nach langer Durststrecke bestritt er erst wieder die letzten fünf Oberligaspiele, viermal als zentraler Abwehrspieler, einmal wieder im Mittelfeld. Anschließend stieg Wismut Gera abgeschlagen wieder aus der Oberliga ab.
Dietmar Münch wechselte zur Saison 1978/79 zum DDR-Ligisten Motor Hermsdorf. Dort eroberte er sich als zentraler Mittelfeldspieler mit 20 Einsätzen in den 22 Ligaspielen einen Stammplatz und war mit zwei Toren erfolgreich. Er musste jedoch wie im Vorjahr einen Abstieg hinnehmen, diesmal in die drittklassige Bezirksliga. Mit seiner Mannschaft  holte er die Bezirksmeisterschaft und stieg umgehend wieder in die DDR-Liga auf. Für die Saison 1980/81 wurde Münch zum Mannschaftskapitän bestimmt und spielte wie gewohnt im zentralen Mittelfeld. Er verpasste nur ein Ligaspiel und schoss mit fünf Toren die meisten Treffer seiner Mannschaft. Die Torarmut der Hermsdorfer, mit 23 Toren schlechteste Mannschaft, hatte den erneuten Abstieg zur Folge. Noch einmal verhalf Dietmar Münch Motor Hermsdorf zum umgehenden Wiederaufstieg, im Kader für die DDR-Liga-Saison 1982/83 war er jedoch nicht mehr vertreten. 